# Iskandera alaica
Iskandera alaica är en korsblommig växtart som först beskrevs av Sergei Ivanovitsch Korshinsky, och fick sitt nu gällande namn av Viktor Petrovitj Botjantsev och Aleksei Ivanovich Vvedensky. Iskandera alaica ingår i släktet Iskandera och familjen korsblommiga växter. Inga underarter finns listade i Catalogue of Life.